# Emanuel Schäfer
Emanuel Schäfer (Hlučín, 20 aprile 1900 – Colonia, 4 dicembre 1974) è stato un militare e agente segreto tedesco, alto funzionario delle SS e protetto di Reinhard Heydrich nella Germania nazista.

## Biografia
Nato nel 1900, Schäfer prestò servizio nella prima guerra mondiale. Dopo la guerra, si unì ai Freikorps di estrema destra come la Marine-Brigade Ehrhardt, e dal 1925 al 1928 si unì agli Elmi d'acciaio Der Stahlhelm. Successivamente entrò a far parte delle Sturmabteilung (SA) nel 1933, fu un membro attivo del Sicherheitsdienst (SD) delle SS nel 1933, ed entrò nelle SS nel settembre 1936.
Durante la seconda guerra mondiale, Schäfer era a capo della polizia di sicurezza nazista in Serbia. Tra gennaio e maggio 1942, supervisionò l'omicidio mediante gasazione, con un gaswagen Saurer, di circa 7 300 ebrei del campo di concentramento di Sajmište da Belgrado. Altri 1 200 ebrei morirono a causa delle dure condizioni del campo o delle esecuzioni. Il furgone fu utilizzato per l'ultima volta il 10 maggio 1942: Schäfer inviò un telegramma all'ufficio principale della sicurezza del Reich vantandosi "con orgoglio" che "Belgrado era l'unica grande città in Europa libera dagli ebrei".
In Germania dopo la guerra, Schäfer fu condannato a sei anni e mezzo di prigione per i suoi crimini durante la guerra. Morì nel 1974.